# 오아히댐
오아히댐(Oahe Dam)은 미국 사우스다코타주 피어 바로 북쪽에 있는 미주리강의 거대한 흙으로 된 댐이다. 1948년에 건설을 시작하여 1962년에 개방된 이 댐은 미국에서 네 번째로 큰 인공 저수지인 오아헤 호를 형성한다. 이 저수지는 미주리 강을 따라 비즈마크까지 231 마일 (372 km) 뻗어 있다. 댐의 발전소는 미국 중북부 지역에 전기를 공급한다. 이 댐은 1874년에 라코타 수족 사이에 설립된 오아헤 인디언 선교회의 이름을 따서 명명되었다.
이 프로젝트는 홍수 통제, 수력 발전, 관개, 그리고 항법에 대한 이점을 제공한다. 오아헤 댐은 미주리강 본류의 6개 댐 중 하나이며, 상류의 다음 댐은 노스다코타주 리버데일 근처의 게리슨 댐이고, 하류의 다음 댐은 사우스다코타주 포트톰슨 근처의 빅 벤드 댐이다.
사우스다코타주도 제204호선은 오아헤 댐 바로 위를 지나며, 댐에서 미주리강을 건너는 자동차 통행로를 제공한다.

## 역사

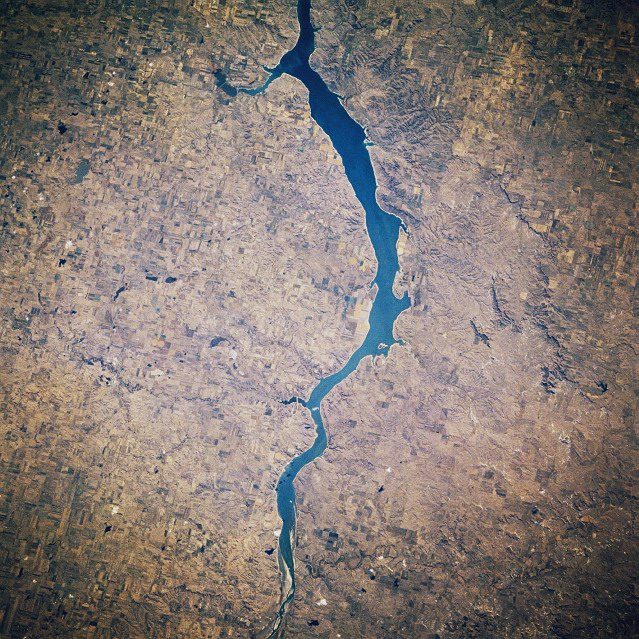
1985년 10월, 우주에서 본 사우스다코타주 폴록과 노스다코타주 캐논 볼 사이의 오아헤 호(저수지) 상류. 사진 아래쪽이 북쪽이다.

1804년 9월과 10월, 루이스 클라크 탐험대는 미주리강을 탐험하면서 현재의 오아헤 호 지역을 통과했다.
오아헤 댐은 1944년 홍수 통제법에 따라 승인되었고, 미국 육군 공병대에 의해 1948년에 건설이 시작되었다. 세계 최초의 암석 터널 굴착기(TBM)는 오아헤 댐 프로젝트를 위해 제임스 S. 로빈스에 의해 1952년에 발명되었으며, 이는 기계가 인간 터널 굴착자를 대체하는 시초가 되었다. 주요 흙 댐은 1959년 10월에 최고 높이에 도달했다. 1962년 8월 17일, 존 F. 케네디 대통령이 공식적으로 준공식을 거행했으며, 그 해에 발전을 시작했다. 원래 프로젝트 비용은 3억 4천만 달러였다.

## 통계
- 댐 높이: 245 피트 (75 m)

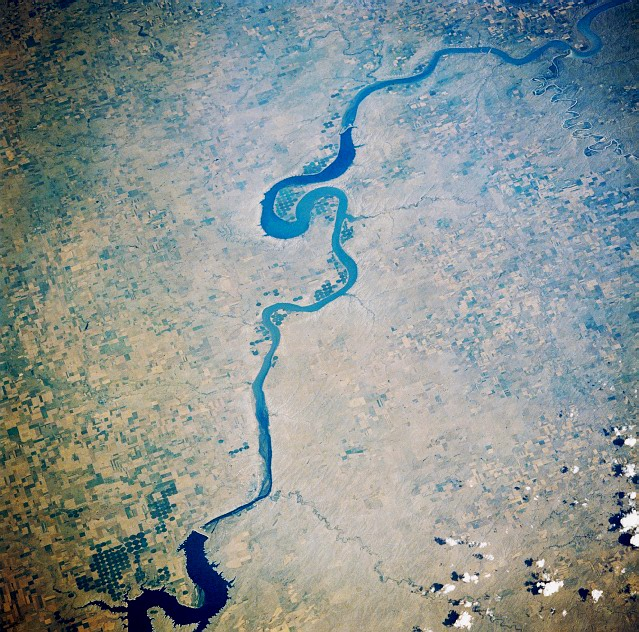
1989년 8월, 우주에서 남동쪽을 바라본 모습. 이 사진의 하단에는 오아헤 저수지 하류와 오아헤 댐이 있고, 상단에는 샤프 호와 빅 벤드 댐이 있다. 사우스다코타주 피어는 사진의 하단에 있으며, 사우스다코타주 체임벌린은 상단에 있다.

- 댐 흙 채움 부피: 92,000,000 입방 야드 (70,000,000 m³)
- 댐 콘크리트 부피: 1,122,000 입방 야드 (858,000 m³)
- 물넘이 폭: 456 피트 (139 m)
- 물넘이 마루 표고: 1,596.5 피트 (486.6 m)
- 호수 최대 수심: 205 피트 (62 m)
- 발전소 방류량: 56,000 cubic feet per second (1,600 m3/s)
- 취수 터널을 통한 물의 속도: 시속 11마일 (5 m/s)
- 취수 터널 길이: 3,650피트 (평균) (1110 m)
- 터빈 수: 7개, 프랜시스형, 100 RPM
- 터빈당 발전량: 112.29 MW
- 저수지 저장 용량: 23,500,000 에이커피트 (29.0 km3).
- 전기가 공급되는 주: 노스다코타주, 사우스다코타주, 네브래스카주, 미네소타주, 몬태나주
- 호수 주변 휴양지 수: 51개
- 해안선 길이: 2,250 마일 (3,620 km)
- 호수에 접한 카운티: 14개, 노스다코타주의 4개 (벌리, 에몬스, 모턴, 수) 및 사우스다코타주의 10개 (캠벨, 코르슨, 듀이, 하쿤, 휴스, 포터, 스탠리, 설리, 월워스, 지백)

## 견학

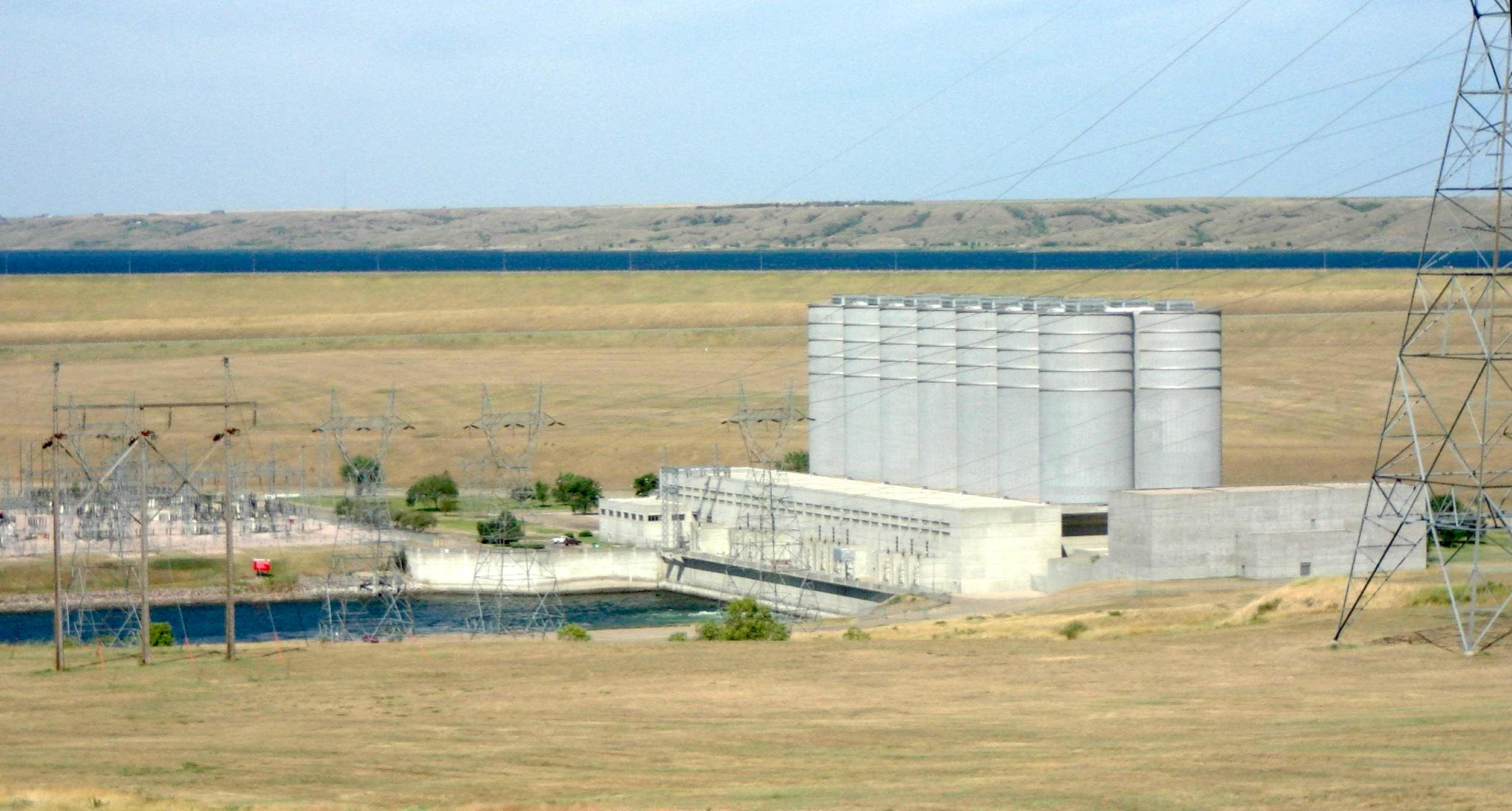
오아헤 발전소의 서지 탱크와 발전소, 북서쪽을 바라보는 모습

현충일부터 노동절까지 매일 발전소 견학이 진행된다.

## 아메리카 원주민 이주
댐 건설의 결과로 샤이엔 강 인디언 보호구역은 150,000 에이커 (61,000 헥타르)의 땅을 잃어 현재는 2,850,000 에이커 (1,150,000 ha)가 되었다. 스탠딩 록 보호구역은 55,993 에이커 (22,660 ha)를 잃어 2,300,000 에이커 (930,000 ha)만 남았다. 대부분의 토지는 재개발국이 행사한 수용권에 의해 취득되었다. 토지 손실 외에도, 보호구역의 주요 농경지 대부분이 손실에 포함되었다. 인구가 재정착한 지역은 점토 함량이 높은 토양을 가지고 있었고, 약용 식물과 같은 자원은 덜 풍부했다.
이러한 토지 손실은 보호구역에 살던 원주민들에게 엄청난 영향을 미쳤다. 대부분의 토지는 물에 잠기기 전에 (나무를 베어 목재를 얻는 등) 수확할 수 없었다. 나중에 보호구역을 방문한 한 사람은 보호구역에 왜 나이 든 원주민이 그렇게 적은지 물었고, 댐 건설과 보호구역 토지 손실 이후 "노인들이 비탄에 잠겨 죽었다"는 말을 들었다. 2015년 현재, 다코타스 지역의 이주민들은 여전히 오아헤 호수 아래에 잠긴 마을의 손실과 전통적인 삶의 방식 상실에 대한 보상을 요구하고 있으며, 빈곤은 이들에게 여전히 문제로 남아있다.
허프 고고학 유적지는 현재 오아헤 호수 둑에 위치한 요새화된 만단족 마을 유적지이다. 이곳은 미국 국립역사기념물로 지정되어 있지만, 호수의 침식 압력으로 인해 위협받고 있다.

## 2011년 홍수

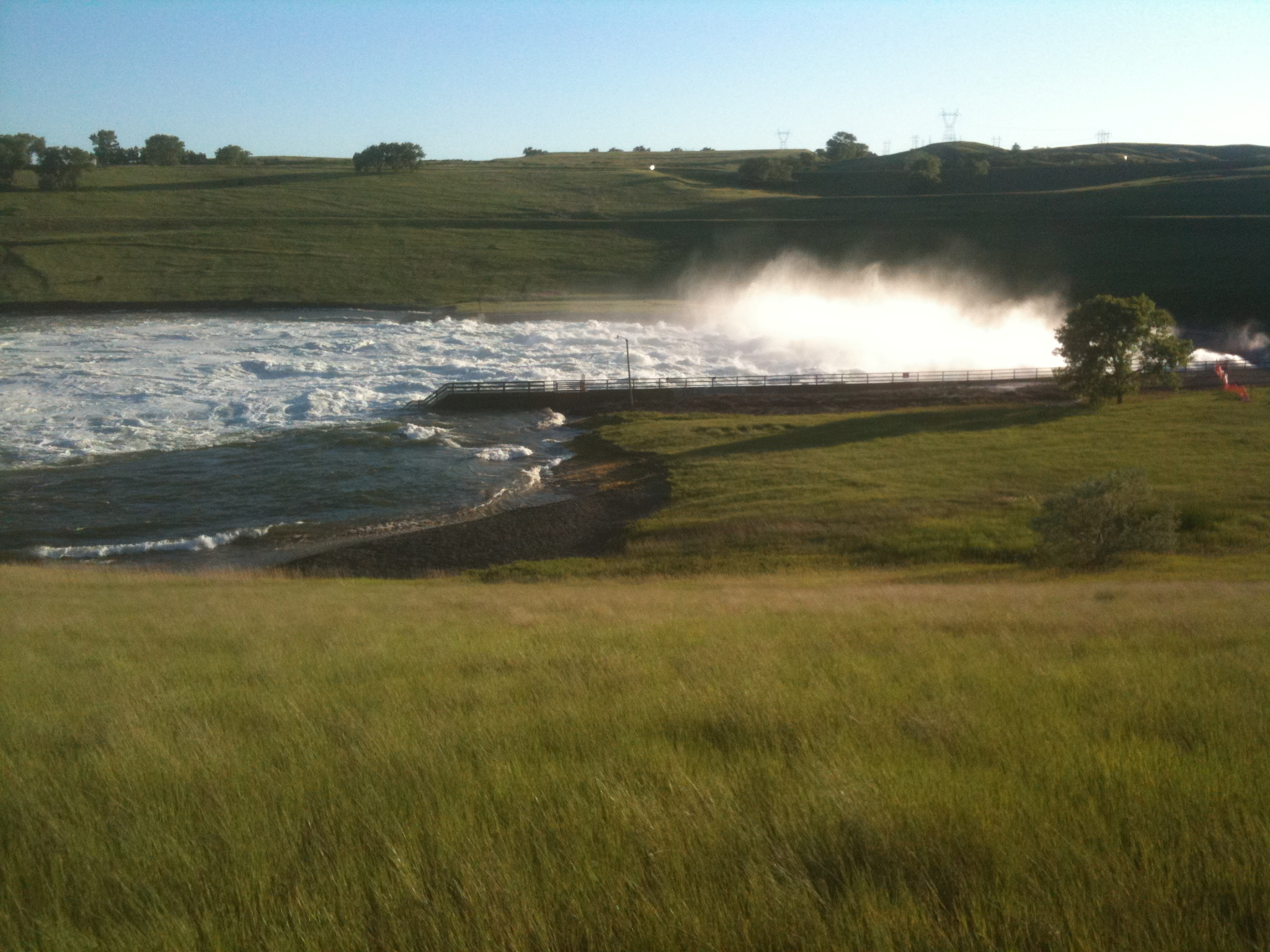
2011년 6월, 오아헤 댐 방류 수문이 기록적인 초당 160,000 입방 피트의 홍수를 방류하고 있다.

봄의 과도한 강수량과 로키산맥의 눈 녹은 물로 인해 댐은 방류 수문(물넘이가 아님)을 열어야 했으며, 6월에는 110,000 cu ft/s (3,115 m3/s)의 물을 방류했고, 발전소를 통해 추가로 50,000 cu ft/s (1,416 m3/s)을 방류하여 총 160,000 cu ft/s (4,531 m3/s)의 물이 방류되었다. 이전 최고 방류 기록은 1997년에 53,900 cu ft/s (1,526 m3/s)이었다.

## 같이 보기
- 키스톤 파이프라인
- 미국의 저수지 및 댐 목록

## 내용주
1. ↑  “Robbins celebrates 60 years of achievement”. 《TunnelTalk.com》. Oct 2012.
2. ↑  Wall Street Journal, 4/25/2016, p.R3
3. ↑  “Oahe Project Resumes Powerhouse Tours; Visitor Center Summer Hours Set”. 《Omaha District》 (미국 영어). 2022년 11월 30일에 원본 문서에서 보존된 문서. 2022년 9월 24일에 확인함.
4. ↑  Allard, LaDonna Brave Bull (September  3, 2016). 《Whitestone massacre 153주년 기념, 스탠딩 록 수족 역사학자 라돈나 브레이브 불 알라드 인터뷰》. 《데모크라시 나우!》.  에이미 굿먼와의 video.  42:26에 발생. September 10, 2016에 원본 문서에서 보존된 문서. September 11, 2016에 확인함. (transcript)
5. ↑  Carrels, Peter (1999). 《Uphill Against Water》. University of Nebraska Press. ISBN 0-8032-6397-X.
6. ↑  “The Natives Are Getting Uppity”. 《Ilze Choi》. dickshovel.com. 2009년 4월 5일에 확인함.
7. ↑  Lee, Trymaine. “No Man's Land: The Last Tribes of the Plains. As industry closes in, Native Americans fight for dignity and natural resources”. 《MSNBC - Geography of Poverty Northwest》. 2020년 5월 18일에 원본 문서에서 보존된 문서. 2015년 9월 28일에 확인함.
8. ↑  Associated Press (2011년 6월 7일). “Oahe Dam Releases Water With Rumbling Force”. 2011년 6월 7일에 확인함.